# املی، هند
املی، هند (به انگلیسی: Amli, India) یک منطقهٔ مسکونی در هند است که در دادرا و ناگار هاولی واقع شده‌است.

## خصوصیات
املی ۲۸٬۵۶۶ نفر جمعیت دارد و ۲۶ متر بالاتر از سطح دریا واقع شده‌است.